# Jamie Madrox
James Arthur "Jamie" Madrox, alias Hombre Múltiple (Multiple Man), es un personaje ficticio creado por Marvel Comics, relacionado al cómic X-Men. Fue creado por Len Wein, Chris Claremont y John Buscema. Su primera aparición ocurrió en Giant-Size Fantastic Four # 4 (febrero de 1975).
Madrox, un mutante con la capacidad de crear duplicados instantáneos de sí mismo, fue principalmente un personaje secundario o secundario hasta su aparición en la miniserie de 1987 Fallen Angels. El personaje experimentó un mayor desarrollo bajo el escritor Peter David a través de su aparición en la serie mensual X-Factor (vol. 1) de David en la década de 1990, y en la segunda y actual ejecución del título de David (vol. 3) en la década de 2000.
El personaje ha aparecido en múltiples adaptaciones de televisión, cine y videojuegos, más notablemente en la película de 2006 X-Men: The Last Stand, en la que es interpretado por Eric Dane.

## Historial de publicaciones
Jamie Madrox apareció por primera vez en Giant-Size Fantastic Four #4. El creador Len Wein originalmente tenía la intención de llamarlo Zerrox, pero fue rechazado por temor a una demanda.
En la década de 1990, desempeñó un papel importante en la serie X-Factor. El escritor Peter David admitió más tarde que no estaba contento por tener que usar Madrox en X-Factor, y solo en el transcurso de la escritura de la serie se convirtió en uno de sus personajes favoritos. En 2004 se publicó una miniserie de MadroX, también escrita por David. Él y los otros miembros de su agencia de detectives protagonizaron más tarde una serie mensual renovada de X-Factor que fue nuevamente escrita por Peter David.
En 2018 apareció en una segunda serie en solitario de cinco partes llamada Multiple Man, escrita por Matthew Rosenberg y dibujada por Andy MacDonald.

## Biografía ficticia

### Juventud
Jamie Madrox nació en una familia que vivía cerca del Centro de Investigación científica de El Álamo, en Nuevo México, y la radiación puede haber estimulado su mutación. Cuando Jamie nació, la nalgada del médico le hace multiplicarse en dos bebés idénticos. El profesor Charles Xavier, un amigo de la familia Madrox, sugiere que se trasladaran a Kansas, para criar al niño en la intimidad. Dr. Daniel Madrox, el padre de Jamie, crea un traje para él, el cual está diseñado para absorber la energía cinética, la fuente de su duplicación.
Más tarde, Damian Tryp, de Investigaciones Singularity, hace su propia oferta para cuidar de Jamie, afirmando que Jamie no es solo un mutante normal, sino un "cambio", un predecesor de los mutantes que desarrolla sus poderes al nacer. Los padres de Jamie se niegan a entregarle Jamie a Tryp. Cuando Jamie tiene quince años, sus padres mueren por un tornado que supuestamente fue causado por Tryp, y Jamie comienza a administrar la granja solo junto con sus duplicados, o "incautos", hasta que su traje se daña.
En su primera aparición, su fecha de nacimiento figuraba como el 7 de septiembre de 1953.

### Isla Muir y Fallen Angels
Madrox va a Nueva York en busca de ayuda. Allí conoce al Señor Fantástico, líder de los Cuatro Fantásticos. Él lo traslada con el Profesor Charles Xavier, que envía al joven a la Isla Muir con la Dra. Moira MacTaggert, para trabajar en su laboratorio y ayudarla con la investigación. Más tarde, Madrox ayuda a Moira y compañeros mutantes Kaos y Polaris, en la búsqueda del mutante Proteus. Proteus toma a uno de los duplicados de Madrox como su propio cuerpo, aunque esto no hace daño a Madrox. Después de la batalla de los X-Men con Proteus en la Isla Muir, Madrox fue invitado a unirse a los X-Men, pero él se negó.
Uno de los duplicados de Jamie, después se alía con Theresa Cassidy, alias Siryn para rescatar a Sunspot y Warlock de los Nuevos Mutantes. En esta aventura, Madrox se une a los Fallen Angels.

### X-Factor
Jamie es uno de los residentes de la Isla Muir que cae bajo el control mental del Rey Sombra. Tras la destrucción de la Isla Muir y la derrota del Rey Sombra, se convierte en un miembro de la segunda encarnación del grupo X-Factor creado por Valerie Cooper. Aquí, él desarrolla una reputación como un bromista, formando una amistad con su compañero de equipo, Strong Guy.
En el primer día del equipo, uno de sus duplicados es asesinado, y Madrox se entera por primera vez de que no puede absorber un difunto duplicado. Esto le hace darse cuenta por primera vez de lo independientes que sus duplicados son en realidad. Esto se vuelve más claro para él, cuando un duplicado, que trabajaba para Mr. Siniestro, decide que quiere absorber al original Madrox, lográndolo por un corto tiempo, hasta que personalidad dominante de Jamie se liberó y reabsorbió al rebelde.
Después de que él se expone al Virus Legado mientras investiga a una persona infectada en Genosha, Jamie se ve obligado a matar al Acólito Mellencamp en defensa propia mediante la creación de un duplicado en el interior del villano.
La salud de Jamie se deteriora debido al Virus Legado. Un intento de curación, lo deja muerto, hasta que se reveló que el infectado y fallecido era in duplicado. El Madrox verdadero estaba vivo y sufriendo de amnesia.
Jamie es la motivación para que X-Factor rompa lazos con el gobierno y pase a la clandestinidad cuando el equipo es engañado. Poco después, X-Factor se desintegra.
Tiempo después, Madrox regresa como parte de la X-Corporation de Banshee. Las cosas se ponen mal cuando Mystique y Mente Maestra II arman un alboroto criminal. Madrox es transferido a la X-Corporation de París. La X-Corporation, lucha contra Weapon XII en el Canal de la Mancha, batalla que resulta en la muerte de su compañera de equipo, Darkstar.

### Barrio Mutante
Luego de la caída de las X-Corporation, Madrox comienza a trabajar como detective privado en la zona del "Barrio Mutante" de Nueva York, junto a excompañeros de equipo de X-Factor Wolfsbane y Strong Guy. En este momento, Madrox ha estado enviando a sus duplicados a dirigir sus propias vidas. Entre ellos surge un monje shaolin y un gimnasta olímpico.
El efecto secundario de la extracción excesiva de sus duplicados, le lleva a adquirir sus nuevas personalidades, lo que le provoca un trastorno de personalidad múltiple.
Es durante este periodo cuando se encuentra con un asesino llamado "Clay", que tiene los mismos poderes que Jamie.

### Agencia de investigadores X-Factor
Luego del "Día-M", se revela que Jamie ha mudado su agencia de detectives privados a un nuevo edificio, bajo el nombre de Agencia de Investigadores X-Factor. Él compró el edificio con el dinero de un programa de TV. del tipo de ¿Quién quiere ser millonario?.
Al equipo se integran Wolfsbane y Strong Guy, además de Siryn, M y Rictor. Más tarde, Jamie tiene relaciones sexuales con Siryn, y uno de sus duplicados con M, lo que le crea conflictos con ambas mujeres.
Durante la Guerra Civil, un duplicado de Jamie se convierte en agente de S.H.I.E.L.D. El "Agente Madrox" llegó a su fin, cuando fue sorprendido y re-absorbido por el Madrox original. Jamie Madrox continúa la tarea de dar caza a sus duplicados perdidos y los reabsorbe, pero deja vivir a uno, John Maddox, quien ahora era un sacerdote episcopal, marido y padre. Siryn también descubre que está embarazada de Madrox.
Durante la saga Messiah Complex, Cíclope envía a Jamie y a Layla Miller para ir a ver a Forja, que ha construido una máquina que le permite controlar líneas de tiempo alternativas. Madrox envía dos duplicados para encontrar información en dos líneas de tiempo que mostraron "picos", después del nacimiento del "bebé mutante mesías". En una línea, la recién nacida se convierte en salvador del planeta y en la otra se convierte en su dominador.
Layla y Madrox llegan ochenta años en el futuro, para descubrir que la raza mutante ha sido severamente diezmada. Los mutantes están encarcelados en campos de concentración supervisados por los seres humanos. Layla y Madrox son capturados y tatuados con una "M" en el rostro. Allí, se encuentran con un joven Bishop, quien dijo que con gusto retrocedera en el tiempo para matar al bebé mutante responsable de la forma en que esta línea de tiempo ha resultado. Layla hace estallar una granada, lo que retorna a la mente de Madrox al presente. El le revela a Bishop el origen de su catastrófico futuro. Acto seguido, vuelve con X-Factor, lamentando la ausencia de Layla.
Más tarde, Siryn esta lista para dar a luz y se compromete con Madrox. Ella da a luz a un niño, y lo llama Sean. Apenas unas horas después de su nacimiento, sin embargo, Sean, para gran horror de Jamie, Theresa y X Factor, es absorbido por el cuerpo de Jamie en contra de su voluntad. Jamie se da cuenta de que el bebé debe haber sido engendrado por un duplicado y no por él, y que "los hijos de un duplicado son en realidad duplicados". Siryn, llena de rabia ataca a Jamie.
Jamie va a ver a su "doble" predicador, John Maddox. Jamie se da cuenta de que si el hijo de un duplicado, no es más que un "duplicado infantil", entonces el hijo de Juan debería haber sido absorbido por Jamie. Esto significa, que en realidad el hijo de Maddox, es su hijo legítimo. Esta situación, y la pérdida de Sean, llevan a Jamie a intentar suicidarse, pero es rescatado por Layla, quien lo lleva al futuro.
Jamie es transportado al futuro en medio de la "Rebelión Summers", donde los mutantes se levantan contra los Centinelas y los opresores humanos, que están dirigidos por Rubí Summers, supuesta hija de Cíclope y Emma Frost. Mientras tanto, en el presente, los miembros de X-Factor se encuentran con un misteriosos mutante llamado Cortex. En un combate con M, se descubre que Cortex es un duplicado de Jamie.
Más tarde, Hombre Múltiple regresa al presente. De regreso en el presente, Madrox es reclutado por Hércules para combatir a Amatsu-Mikaboshi.
Más tarde, Madrox es fatalmente herido por un demonio llamado Bloodbath, y se encuentra a sí mismo siendo repetidamente transportado a una serie de tierras alternativas, incluyendo una en la que Layla Miller fue asesinada en su noche de bodas con Madrox por la hija de Wolfsbane, otra en la que el Capitán América se ha convertido en Deathlok, y otra en la que el Doctor Strange ha sido asesinado por el demonio Dormammu. Cuando Madrox regresa a su tierra propia, Layla Miller le confiesa apasionadamente sus sentimientos hacia él, justo antes de descubrir que Deathlok, la hija de Wolfsbane y Dormammu han sido transportados a nuestra dimensión, y están en casa de Madrox.

## Poderes
Jamie Madrox es un mutante con el poder de crear duplicados perfectos de sí mismo, y todos los elementos de su persona (ropa, armas, etcétera) a través de un impacto, cuando absorbe la energía cinética, a través de un proceso desconocido. La mayoría de las veces, esto se debe al chasquido de los dedos, un pisotón, golpes o colisiones. Cada uno de los duplicados tiene exactamente el mismo poder que el propio Jamie, y tiene un pensamiento independiente, a pesar de que el Madrox "original" suele estar telepáticamente y empáticamente vinculado a los duplicados.
Jamie "original" puede absorber una parte de los recuerdos, conocimientos y habilidades del duplicado. El número máximo de duplicados que Madrox podría crear, incluyendo los duplicados de los mismos duplicados, fue de aproximadamente 50.
Como un último esfuerzo, Madrox puede utilizar su poder para un efecto mortal, como cuando lo uso en legítima defensa contra Seamus Mellencamp: Madrox metió la mano en la boca de Mellencamp y activó su poder, creando un duplicado dentro de Mellencamp.

## Otras versiones

### Era de Apocalipsis
Hombre Múltiple es manipulado por Mr. Siniestro y la Bestia Oscura para crear con sus duplicados a los "Madri", una secta de fanáticos seguidores de Apocalipsis.

### Ultimate Hombre Múltiple
Hombre Múltiple aparece como miembro de la Hermandad de mutantes diabólicos.

## En otros medios

### Televisión
- Madrox apareció en la serie animada X-Men. En el episodio "Cold Comfort", es visto como un miembro de X-Factor dirigido por Havok y Forge.

- Jamie Madrox apareció en la serie animada X-Men: Evolution, con la voz de David A. Kaye. Esta versión está bajo el nombre en código Múltiple, miembro de un grupo joven de los X-Men. El chico es extremadamente torpe, sus frecuentes caídas a menudo desencadenan sus poderes. Con 12 años de edad Jamie es el más joven de todo el equipo; esto llevó a Jamie a ser dejado atrás en el episodio "Joyride". Algo que también se destaca en el personaje es que en esta serie, él está enamorado de Kitty Pryde.

- Madrox, con la voz de Crispin Freeman, es parte de los Merodeadores de Mr. Siniestro, en la serie animada Wolverine and the X-Men. En el episodio "Fuerza Excesiva", cuando Cyclops se encuentra con Mr. Siniestro, Cyclops termina luchando contra Multiple Man. Cuando Mr. Siniestro declara que Jean Grey no está aquí, Multiple Man se duplica para luchar contra Cyclops. Cíclope pone una buena pelea, pero los duplicados abruman Cyclops. Cuando llegan los otros X-Men, Iceman congela a Multiple Man y todos sus dupes.

### Cine
- En la película X-Men 2, Jamie Madrox nunca aparece, aunque se hace una referencia al personaje ya que su nombre de pila aparece en una lista con nombres de diferentes mutantes cuando Mystique revisa la computadora de William Stryker.[36][37]

En cambio, Jamie aparece en el cómic de X-Men 2, donde tiene un papel ampliado como estudiante, y tiene una relación con Siryn, a menudo crea duplicados de sí mismo involuntariamente.
- Madrox es interpretado por el actor Eric Dane en la cinta X-Men: The Last Stand. En esta versión es un villano que estaba encerrado dentro del camión de la prisión que lo transportaba por robar siete bancos al mismo tiempo. Sólo apareció en dos escenas: en la primera escena es liberado y reclutado por la Hermandad de Mutantes de Magneto. En la segunda escena, él y sus duplicados sirven como señuelo para que aparezcan en una imagen satelital de las autoridades como si fueran los miembros de La Hermandad de Magneto mientras que la verdadera Hermandad usa esta distracción para dirigirse a la Isla de Alcatraz.

### Videojuegos
- Multiple Man aparece de cameo en X-Men Legends
- Madrox, en la forma de los "Madri", aparece en el juego X-Men Legends II: Rise of Apocalypse.

- Madrox también hace un cameo en el juego Ultimate Marvel vs. Capcom 3.
- Multiple Man aparece en Marvel: Ultimate Alliance 2.
- Multiple Man aparece como un villano en X-Men: The Official Game.